# パリ議会
パリ議会（パリぎかい、フランス語: Conseil de Paris）は、フランスのパリ市に設置されている地方議会である。

## 概要
行政上、パリは、単独で県を構成する特別市であるため、パリ議会は、市議会と県議会の両方の属性を持っている。パリ市長が議長を務め、議員定数は163人である。

## 選出方法
パリ議会議員は、任期が6年であり、直接普通選挙、拘束名簿式比例代表制の2回投票制で選出される。

## 議員報酬
パリが、コミューンであり県でもあるため、議員報酬は複数の構成要素から成っている。議員報酬は、月額4095ユーロである。市長には、月額8509ユーロに加えて、2416ユーロの交際費が加えられる。議員から選ばれる助役（定数38名）の報酬は、4808ユーロである。